# ミハイル・テプリンスキー
ミハイル・ユリエヴイッチ・テプリンスキー（Михаил Юрьевич Теплинский、1969年1月9日- ）は、ウクライナ出身のロシアの大将で、2022年6月からロシア空挺軍の司令官を務めている。 
1995年にロシア連邦英雄の称号を授与された。

## 来歴
ミハイル・テプリンスキーは、1969年1月9日にウクライナのモスピネで生まれた。
ウクライナ国防省情報総局によると、テプリンスキーは自称国家のドネツク人民共和国とルガンスク人民共和国の軍隊への支援を提供しているという。
2017年3月14日、ロシア大統領令により、テプリンスキーは南部軍管区の第一副司令官（参謀長）に任命された。
2021年12月のロシア大統領令により、テプリンスキーは大将に昇進した。
2022年6月、テプリンスキーはロシア空挺軍の司令官に任命された。
2022年12月13日、テプリンスキーはイギリスの制裁下に置かれた。
2023年7月8日にはウクライナ侵攻のワレリー・ゲラシモフ総司令官が侵攻軍の指揮を外され、テプリンスキーが実際の指揮を取っていると報じられている。